# 澳門軍事史
澳門軍事史，澳門自明清時代被葡萄牙人租借以來一直都存在中國和歐洲人所組成的防禦力量。自1999年12月20日中国恢復在澳門行使主權，此後由中國人民解放軍駐澳門部隊管理（以下簡稱「駐澳部隊」）；現任司令員為于长江少將；政治委員為林庆华大校。

## 歷史

### 葡屬澳門（1557年至1975年）
葡萄牙軍隊一向為澳門駐防、鎮壓、國防，設施有大炮台、望廈炮台、路環疊石塘山軍事哨站等等。澳門最後一批葡萄牙駐軍於1975年12月31日撤出，至1999年澳門政權移交之前，沒有軍隊在此城市進駐。

### 澳門特別行政區（1999年至今）
中國人民解放軍駐澳門部隊在1999年12月20日中午12時正式進駐澳門，並隨即進駐新口岸龍成大廈的臨時軍營。大約下午一時，中共中央总书记兼中央軍委主席江泽民視察了駐澳部隊。2001年特區政府無償地批出澳門理工學院（現澳門理工大學）與龍成大廈之間的政府官地作為駐澳部隊的澳門區的永久性軍營，而在一年後又批出在氹仔的一幅官地作為駐澳部隊在離島區的永久軍營。